# Yamaha XJ6

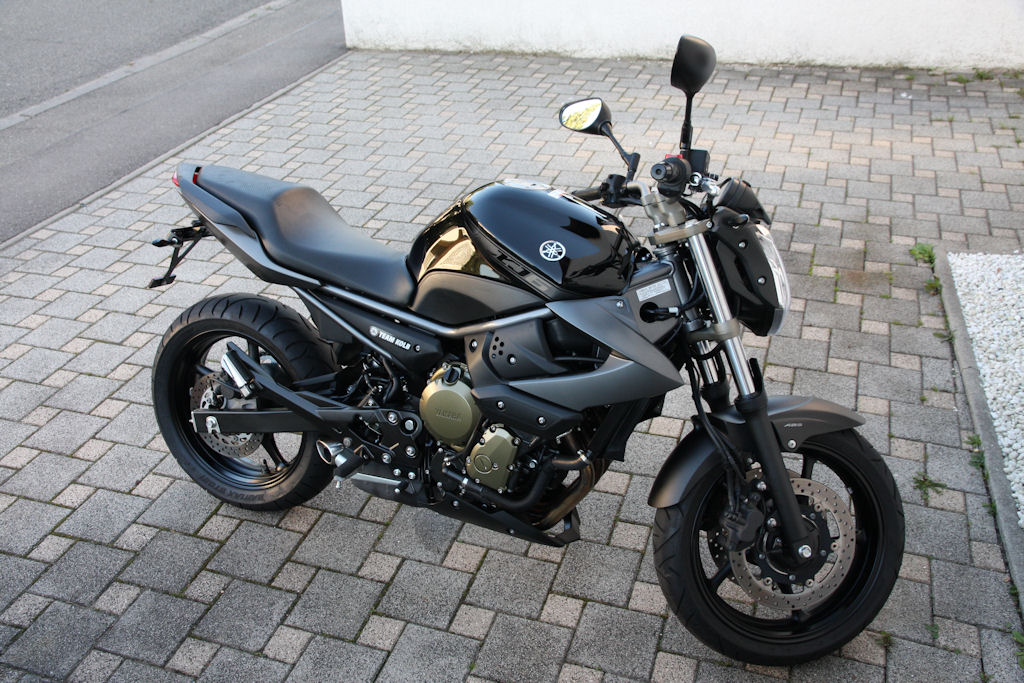
Yamaha XJ6

La XJ6 fue un modelo de motocicleta del constructor japonés Yamaha.
Apareció en 2009 para ofrecer una alternativa menos deportiva y más asequible a la FZ6. El motor estaba derivado del de la FZ6 Fazer, entonces el mismo proveniente de la Yamaha R6 antecesora de la R1 motocicleta de carreras , fue creada para aportarle más agilidad con una potencia contenida.
Esta moto fue, por su nombre, una reedición de la Yamaha XJ600 y de sus variantes producidas entre 1984 y 2002.
Disponible en versión limitada a 34 caballos (MTT1), fue muy popular entre los conductores noveles y las moto-escuelas gracias a su manejabilidad. En versión sin limitar, la ficha técnica arrojaba 78 caballos (2009 - 2013), y después 77,5 caballos (2013 en adelante).
La gama XJ6 se produjo en tres variantes, versión « naked » XJ6, semicarenada XJ6 Diversion (S) y con carenado completo XJ6 Diversion F. Cada uno de los modelos disponía de ABS como opción.
La XJ6 se produjo entre 2009 y 2016. El año 2017 marcó el final de la producción de este modelo en todas sus versiones, retiradas del catálogo Yamaha tras la adopción de la norma EURO 4. Algunas unidades nuevas se siguieron vendiendo en los concesionarios para liquidar los stocks durante el comienzo de año.
La Yamaha XJ6 formó parte de la última generación de motocicletas de 4 cilindros EURO 3 que pudo adquirirse sin ABS porque, tras la aplicación de esta norma, el sistema se convirtió en obligatorio para todas las motocicletas de más de 125 cm³.

## XJ6
La XJ6 estaba disponible en blanco, negro o « race blue » (negra con detalles azules).

## XJ6 Diversion
La XJ6 Diversion disponía de un manillar sobre el cual encajaban los retrovisores deportivos y venía equipada con cúpula y caballete central de serie. El modelo estaba disponible en negro, azul, blanco, rojo  o « race blue ».

## XJ6 Diversion F
La XJ6 Diversion F apareció un año después de los primeros modelos, en 2010. El carenado se aumentó, desde el manillar a la quilla del motor. Disponible en blanco, negro o azul.